# Pax Christi College
Het Pax Christi College (vaak afgekort tot PCC of Pax) is een school voor voortgezet onderwijs in Gelderland die zijn vestigingen heeft in Druten en Beneden-Leeuwen. Er wordt lesgegeven op de schooltypen vmbo (zowel vmbo-bb, vmbo-bk als vmbo-t), havo en vwo (zowel atheneum als gymnasium). Een team van 233 medewerkers waaronder 174 leraren geeft les aan 1.235 leerlingen.

## Vestigingen
Het Pax Christi College heeft 3 vestigingen:
- Pax vmbo, de vestiging in Druten waar alle leerlingen die vmbo-onderwijs volgen zitten.
- Pax havo|vwo, de vestiging in Druten waar leerlingen die havo- en vwo-onderwijs volgen gevestigd zijn.
- Pax junior, de vestiging in Beneden-Leeuwen, waar leerlingen uit omgeving Beneden-Leeuwen uit leerjaar 1 en 2 gevestigd zijn, zij kunnen daar alle niveaus volgen.

## Infrastructuur en geschiedenis
De rooms-katholieke hogereburgerschool Pax Christi werd in 1959 te Druten opgericht door de paters Franciscanen die hiervoor een gemeenschap in Druten begonnen, en een woning vonden in de vroegere Burgemeesterswoning aan de Nieuwstraat. Oprichter en eerste directeur Gebhard Voorvelt en Wouter Heuft als godsdienstleraar waren de pioniers. De hbs, nadien mavo en havo-vwo, bevond zich toen aan de De Geerstraat in een schoolgebouw dat intussen plaats heeft geruimd voor woningbouw. Heuft zou als laatste minderbroeder leraar in de school blijven.
In 1994 werd Pax Christi uitgebreid en werden ook de lts en de lhno aan de school toegevoegd.
De hal van het huidige Pax vmbo, een gebouw van de voormalige lagere technische school, werd in 1969 verfraaid met een breektegelmozaïek van de Nijmeegse kunstenaar Ted Felen. In 1998 nam Pax Christi dit gebouw in gebruik als hoofdvestiging na renovatie van het oude deel en toevoeging van nieuwe infrastructuur met een oppervlakte van 4.500 m². Na wederom een verbouwing werd dit gebouw in 2017 Pax vmbo.
De vestiging Klepperheide van de school was de vroegere vestiging van het lager huishoud- en nijverheidsonderwijs. Ook dit gebouw werd tijdens de herinrichting in 2017 grondig verbouwd, dusdanig dat alle havo- en vwo-leerlingen hier hun intrek konden nemen.

## Bekende oud-leerlingen
- Jochem van Gelder
- Geert van Ooijen
- Laura Smulders
- Michiel Uitdehaag
- Sigrid Sengers